# Emanationisme

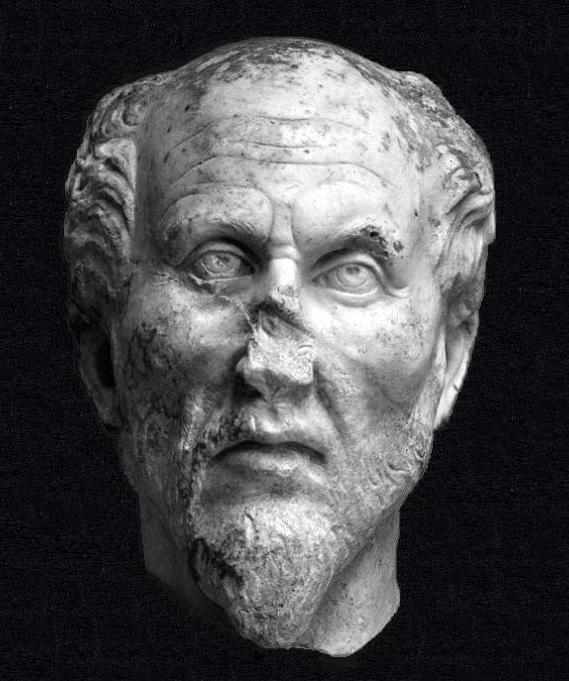
Plotinos

Emanationisme is een filosofische leerstelling, toegeschreven aan Plotinus en andere neoplatonisten, over het ontstaan en de ontologische structuur van de wereld die uitgaat van een evolutie door emanatie. Emanatie is een uitvloeiing, uitstorting, uitstraling of een voortvloeiing van iets. Het emanationisme is een filosofie over het ontstaan van alles, waaronder de kosmos alsook het leven. Deze filosofie onderscheidt zich van onder meer het creationisme en het evolutionisme.
Bij emanatie vloeit iets tevoorschijn uit de essentie, het oorspronkelijke wezen (zie ook: dharma). Het rolt er uit: zie evolutie en zijn tegenhanger involutie.

## Neoplatonistische opvatting
Volgens Plotinus en zijn volgelingen is alles wat bestaat een emanatie vanuit een oorspronkelijke eenheid, door Plotinus Het Ene genoemd. Het eerste product van emanatie uit het Ene is de Intelligentie (het nous) - en nauw verwant met Plato's opvatting van de Ideeën. Vanuit Intelligentie emaneert Ziel (psyche), opgevat als actief principe dat aan materie (geëmaneerd uit Ziel) de rationele structuur van Intelligentie oplegt. Plotinus vergelijkt het Ene met de Zon, die licht uitstraalt vanuit haar natuurlijke onuitputtelijkheid en daarbij zelf onaangetast en onveranderd blijft. Alhoewel emanationisme sommige joodse, christelijke en islamistische filosofen heeft beïnvloed, was het niet helemaal verenigbaar met theïstische doctrines die stelden dat Gods schepping contingent was en hij de keuze had om in te grijpen op het leven van individuele schepsels.

## Esoterische opvattingen

### Stoffelijke voorbeelden van emanatie
Een fysiek (materieel) voorbeeld is de zon die straalt: zij brengt uit zichzelf energie en zonnewind voort, haar eigen stoffelijke wezen. Als we bedenken dat alles op de aarde uiteindelijk materieel gezien sterrenstof is en we dankzij de zonne-energie leven, zijn we eigenlijk een bepaalde manifestatie van de zonnestof. Anderzijds (ook weer stoffelijk-materieel gezien) zal de zon door haar zwaartekracht steeds weer materie tot zich trekken. Een ander voorbeeld is een bergmeertje dat gevoed wordt door een waterstroom vanuit een ander bergmeertje. Het lager gelegen bergmeertje heeft een eigen karakteristiek maar vloeit voort uit het andere meertje. Het water is steeds hetzelfde en toch verandert het door nieuwe watermoleculen. Bij het menselijk lichaam is er (ook weer stoffelijk gezien) door voedsel opname en uitscheiding een totale vernieuwing terwijl de vorm en het organiserende wezen hetzelfde blijft.

### De geestelijke emanatie
In geestelijke zin is er ook emanatie op vergelijkbare wijze als hierboven beschreven bij de stof. Behalve de materie is er ook bewustzijn. Bij het emanationisme gaat men er niet van uit dat het bewustzijn een eigenschap is van de hersenen, dus eigenlijk van de stof waaruit de hersenen zijn opgebouwd. Het bewustzijn is de ultieme essentie van alles. Het vloeit –emaneert– in geestelijke manifestaties, zoals o.a. wijsheid, denken, levenskracht (prana) en gevoelens. Het is te beschouwen als een soort super fijnstoffelijke materie waar ook een hele structuur in zit. Net zoals in onze zichtbare stoffelijke kosmos. De mens is dan bijvoorbeeld te beschouwen als een combinatie van verschillende geestelijke en stoffelijke geëmaneerde wezens die samenwerken in een hiërarchie om tot een manifestatie te komen van een menselijke wezenskern.
Op een bepaalde manier kan men zich hiervan een 'menselijke' (antropomorfe) voorstelling maken (zie antropomorfisme). Men stelt zich een God voor, die zichzelf emaneert in vele geestelijke wezens van wijsheid welke zichzelf weer emaneren in lagere geestelijke wezens enz. enz.
Dit is dus totaal anders dan bij het creationisme waar men een scheppende God kent, die iets uit niets doet ontstaan en daarna buiten zijn eigen creatie verder bestaat.
Emanationisme is een belangrijk aspect in:
- Platonisme en Neoplatonisme
- Gnosticisme
- Mandaïsme
- Manicheïsme
- Katharisme
- Kabbala

En waarschijnlijk ook in het hindoeïsme (swabhava) en de antieke Egyptische religie.